# Jim Dauterive
James Thomas "Jim" Dauterive este un comedian, scenarist, și producător american.